# Parafia św. Mateusza w Lubczu
Parafia Świętego Mateusza w Lubczu – rzymskokatolicka parafia leżąca w granicach dekanatu rogowskiego. 

## Rys historyczny
Parafia założona i uposażona prawdopodobnie w XIII wieku. Obecny kościół wzniesiono w latach 1907–1908 w stylu neoromańskim. Świątynia została konsekrowana w 1921 roku.

### Dokumenty
Księgi metrykalne: 
- ochrzczonych od 1790 roku
- małżeństw od 1790 roku
- zmarłych od 1813 roku